# Shales d'Utica
Le shale d'Utica, communément appelés schiste d'Utica, est  une formation lithostratigraphique formée durant la période ordovicienne moyenne supérieure. On le retrouve dans la plate-forme du Saint-Laurent et aussi dans le bassin des Appalaches. Cette formation a été décrite pour la première fois par Ebenezer Emmons en 1842 dans la ville d'Utica dans l'État de New York.

## Diagenèse
Elle s'est formée à l'Ordovicien moyen supérieur soit il y a  460,9 à 451 millions d'annéeslors de l'orogenèse taconienne. La plateforme carbonatée inférieure du Groupe de Trenton s'est effondrée et des sédiments fins argileux provenant d'eau plus profonde s'y sont ajoutés.
Par la suite, les strates ont été faillées, plissées et fracturées sur leur face sud-ouest à la suite de la croissance des Appalaches. Plus récemment, pendant la période du Quaternaire, il y a eu réactivation de certaines failles ou fractures à la suite de l'isostasie des basses-terres du Saint-Laurent.
| Précambr.        | Cambrien | Ordovic. | Silur. | Dévonien | Carbonifère | Permien | Trias | Jurassique | Crétacé | Paléog. | N  |
| ◄                | 542      | 488      | 443    | 416      | 359         | 299     | 251   | 200        | 146     | 66      | 23 |
| ◄ Échelle en Ma; |          |          |        |          |             |         |       |            |         |         |    |

## Lithologie
Ce shale est constitué essentiellement de minéraux de calcite, d'argile, de quartz et d'un peu de dolomie et de feldspath. Cette roche sédimentaire a une teinte noir à brun foncé en raison de la présence d'une importante quantité de matière organique. Cette roche à grains fins est peu poreuse et peu perméable. En raison de son hétérogénéité, elle est divisée en plusieurs membres.
Le toit de la formation se trouve entre 1 200 et 2 500 m de profondeur, tandis que sa puissance moyenne est de 120 m et elle augmente à mesure qu'on se rapproche du lac Champlain pour atteindre environ 610 m.

## Distribution
Cette formation est située au-dessus du groupe de Trenton et en dessous du groupe de Lorraine au niveau de la plate-forme du Saint-Laurent. Il est situé au-dessus du groupe de Trenton dans la région d'Utica et des schistes de Canajoharie dans la vallée de la rivière Mohawk.
Elle est divisée en quatre membres : Indian Castle, Flat Creek, Collingwood et Atwater Creek dans sa partie sud et en deux membres dans sa partie nord: l'Utica inférieur et l'Utica supérieur.